# Philip Merivale
Philip Merivale (Manickpur, 2 novembre 1886 – Los Angeles, 12 marzo 1946) è stato un attore e sceneggiatore inglese.

## Biografia

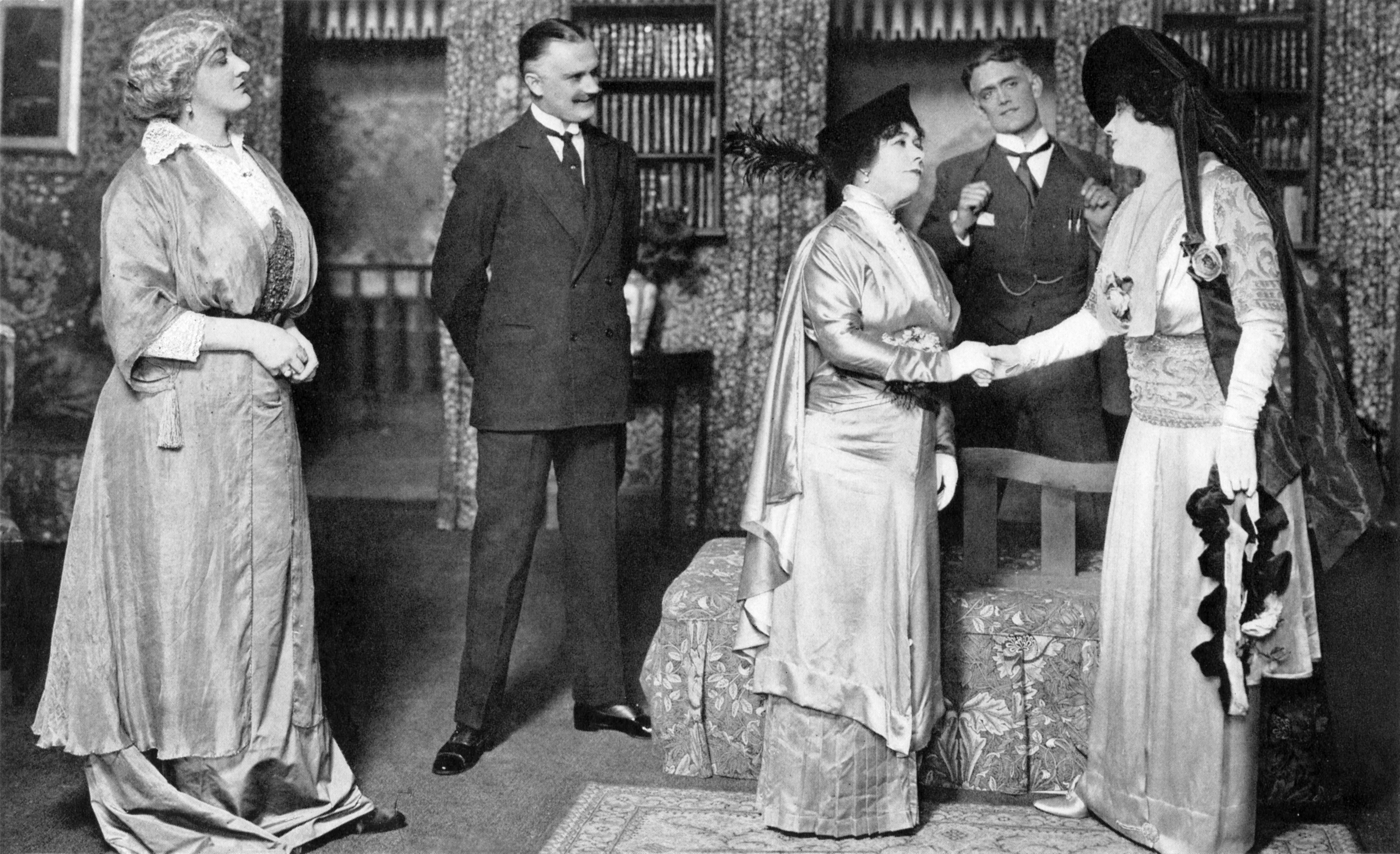
Philip Merivale (secondo da destra) recita in Pigmalione, di George Bernard Shaw, a Broadway (1914)

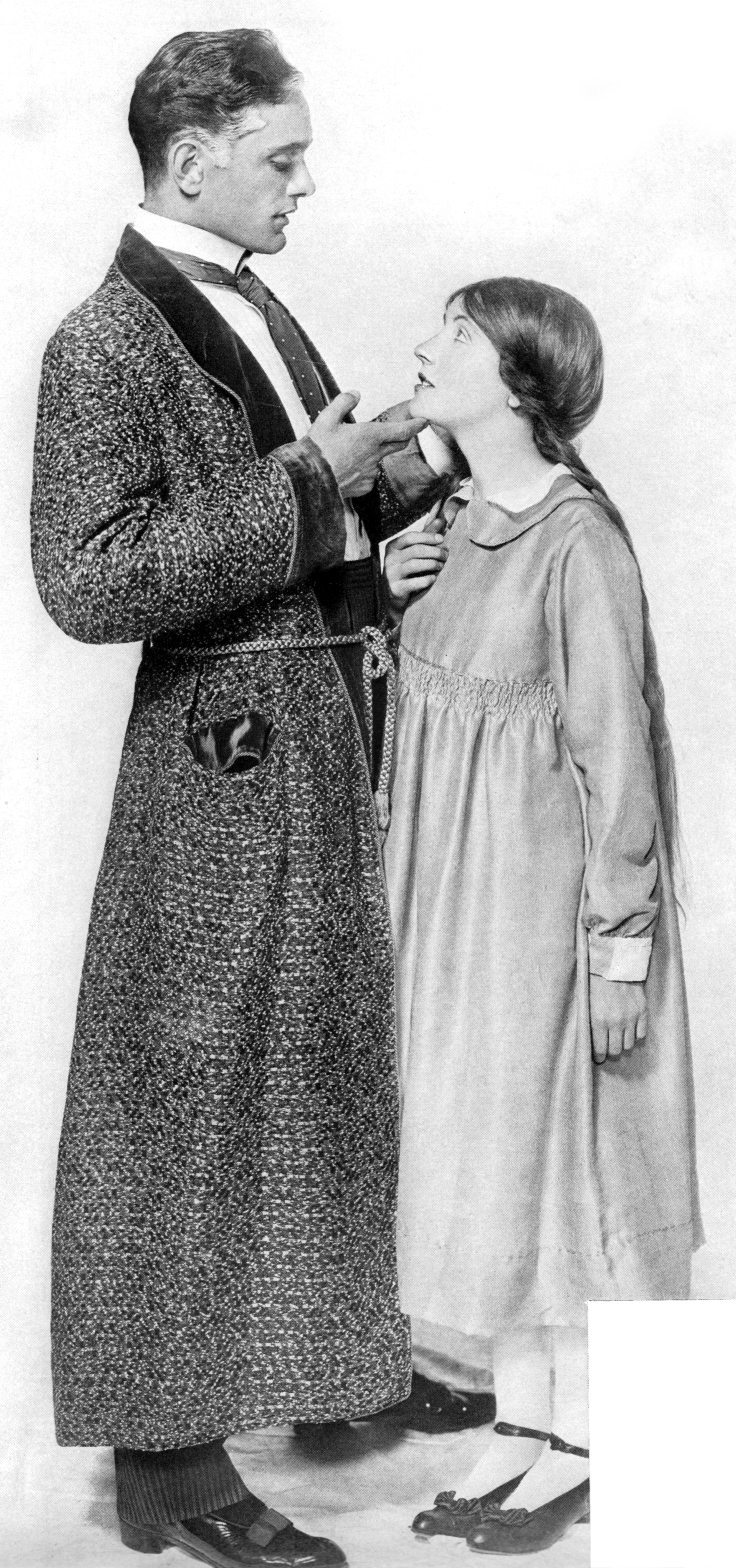
Philip Merivale e Patricia Collinge in Pollyanna (1916)

Philip Merivale nacque il 2 novembre 1886 a Rehutia, Manickpur, in India,figlio di Walter e Emma Magdalene (Pittman) Merivale.
Durante la sua carriera scolastica, frequentò la Saint Edward's School, a Oxford, dal 1899 al 1903.
Fu attore e scrittore, e iniziò a lavorare come impiegato in un ufficio londinese nel 1904.
Dotato di presenza scenica e di una buona cultura, due anni dopo, nel 1906, diventò membro della Compagnia Shakespeariana di F. R. Benson. Successivamente si unì alla compagnia di Fred Terry e di Julia Nielson, arrivando negli Stati Uniti d'America con l'opera The Scarlet Pimpernel, nel 1910.
Nel cinema è noto per parti di eroe romantico e personaggi autoritari o paterni, in film quali Il signore e la signora Smith (1941), Questa terra è mia (1943), Sempre nei guai (1944), Lo straniero (1946), invece nel teatro per i ruoli di Canio, Otello, Macbeth, Prospero, in produzioni shakespeariane.
Si sposò dapprima con Viva Birkett, dalla quale ebbe quattro figli, uno dei quali, John, divenne attore, e successivamente con l'attrice Gladys Cooper.
Ebbe una lunga carriera a Broadway (1910-1944) e al West End di Londra.
Philip Merivale morì il 12 marzo 1946 a Los Angeles, in California.

## Filmografia
- Trilby, regia di Harold M. Shaw (1914)
- Whispering Shadows, regia di Émile Chautard (1921)
- I Loved You Wednesday, regia di Henry King, William Cameron Menzies (1933)
- Give Us This Night, regia di Alexander Hall (1936)
- Follia (Rage in Heaven), regia di W. S. Van Dyke (1941)
- Pacific Blackout, regia di Ralph Murphy (1941)
- Il signore e la signora Smith (Mr. & Mrs. Smith), regia di Alfred Hitchcock (1941)
- La banda Pellettier (Crossroads), regia di Jack Conway (1942)
- Sono un disertore (This Above All), regia di Anatole Litvak (1942)
- Signora per una notte (Lady for a Night), regia di Leigh Jason (1942)
- Questa terra è mia (This Land Is Mine), regia di Jean Renoir (1943)
- Anche i boia muoiono (Hangmen Also Die), regia di Fritz Lang (1943)
- L'angelo perduto (Lost Angel), regia di Roy Rowland (1943)
- Un'ora prima dell'alba (The Hour Before the Dawn), regia di Frank Tuttle (1944)
- Sempre nei guai (Nothing But Trouble), regia di Sam Taylor (1944)
- Avventura (Adventure), regia di Victor Fleming (1945)
- Stanotte e ogni notte (Tonight and Every Night), regia di Victor Saville (1945)
- Lo straniero (The Stranger), regia di Orson Welles (1946)